# Коломийська єпархія УГКЦ
Коломи́йська єпа́рхія — греко-католицька єпархія в південній Галичині, заснована шляхом виділення з Івано-Франківської єпархії рішенням Верховного Архієпископа Львівського, кардинала, глави УГКЦ Мирослава Івана Любачівського від 12 липня 1993 і буллою папи Івана Павла II.

## Загальні дані
До складу єпархії входять території семи районів Івано-Франківської області: Коломийського, Верховинського, Городенківського, Косівського, Надвірнянського, Снятинського, Тлумацького. З 2017 року Чернівецька область, яка раніше входила до складу Коломийсько-Чернівецької єпархії, утворили окрему Чернівецьку єпархію. У складі єпархії 20 деканатів. Єпархіальним центром є місто Коломия, з катедральним Собором Преображення Господнього (вул. Театральній, 31). Проте першим катедральним собором була церква Святого Архистратига Михаїла в м. Коломия (просп. Михайла Грушевського, 11).

## Єпископи
- єпископ-ординарій Павло Василик (31 жовтня 1993 — 12 грудня 2004).
- єпископ-коад'ютор Володимир Війтишин (з 13 травня 2003, з 12 грудня 2004 до 2 червня 2005 єпископ-ординарій Коломийсько-Чернівецький)[2]
- єпископ-ординарій Микола Сімкайло (2 червня 2005— 21 травня 2013)[3]
- адміністратор[4] єпископ Василь Івасюк (з 25 травня 2013)

## Статистика єпархії

### Храми
В єпархії близько 240 тисяч вірних, які об'єднані у 280 громад. У їх власності — 212 церков. З них:
- 118 — збудованих до 1990 року,
- 43 — збудовані після 1990 року,
- 47 — у стані будівництва,
- 4 — реконструйовані,
- 25 — каплиць, що сповнюють функції парафіяльних церков.

У спільне користування (з православними) передано 68 церковних споруд. Але фактично почергові богослужіння існують у 5 нас.пунктах.

### Клір
У душпастирському служінні 188 священиків, 40 — неодружених. В єпархії 6 священиків-емеритів, 8 дияконів. На лицензіятсько-докторантських студіях 6 священиків. Не обслуговують парафій — 4 священики.
Підготовка духовенства здійснюється у вищих духовних навчальних закладах в України та за кордоном:
- Івано-Франківська Теологічна Академія — 44 студенти,
- Львівська Духовна Семінарія — 9 студентів.
- Люблінська Вища Метрополітальна Семінарія — 3 студенти,
- Магістерські студії за кордоном — 4 студенти.
- Лицензіятсько-докторантські студії в Україні та закордоном — 16 студентів.
- Докторантські екстерністичні студії проходять 6 священослужителів.

### Чернецтво
- о. Студити — м. Яремче (Дора)
- о. Василіяни — с. Дземброня Верховинського деканату
- Редемптористи — м. Яремче (Ямна)
- Місійне Згромадження Св. Андрея — м. Яремче
- Сестри Служебниці Непорочної Діви Марії — м. Коломия та м. Надвірна
- Сестри Мироносиці — м. Коломия
- Сестри милосердя св. Вікентія — смт Яблунів та м. Яремче
- Згромадження сестер Святого Воскресіння — с. Лоєва Надвірнянського деканату

### Освіта
В 1994 році було засноване дяківсько-регентське катехитичне училище, котре з 1999 року Державним комітетом України у справах релігій було зареєстровано як Дяківсько-Катехитичний Коледж. Підготовка здійснюється за спеціальностями дяк-регент, керівник церковного хору, катехит.
Випускники отримують змогу продовжити освіту у вищих духовних навчальних закладах в України та за кордоном.

### Мирянські та молодіжні товариства
- Українська молодь Христові — у всіх деканатах
- Молодіжна Християнська Організація «Діти Світла» (65 осіб) — м. Коломия.
- Товариство українських студентів-католиків «Обнова» (45 осіб) — м. Чернівці
- Товариство «Агапе» (50 учасників) — м. Надвірна.
- Братство Св. Йосафата (29 хлопців) — смт. Делятин
- Товариство святої Ольги (31 дівчина) — с. Гаврилівка Тисменичанського деканату

Практично у всіх парафіях єпархії організовані Апостольства Молитви та Недільні школи.

### Преса
Друкованим органом єпархії є газета «Християнський вісник». Діє офіційний вебресурс.. Також при катедральному соборі Переображення Господнього в м. Коломия МХО «Діти Світла» видає газету «Емаус», котра виходить кожного тижня тиражем 1.000 шт. (засновник о.м. Руслан Ваврик).
Від 11 лютого 2007 р. Б. при церкві Успення Пресвятої Богородиці м. Городенки засновано парафіяльний вісник «Дерево життя», котрий виходить щотижня (редактор парох церкви о.-мітрат Ігор Левицький).

## Деканати Коломийської єпархії
В Коломийській єпархії налічується 18 деканатів.

### 1. Березівський деканат
Декан — о. Ігор Полюк
- с. Баня-Березів — о. Михайло Дрогомирецький, церква свв. Ап. Петра і Павла

- с. Лючки — о. Михайло Дрогомирецький, церква Введення в храм Пресвятої Діви Марії

- с. Вижній Березів — о. Василь Боднарук, церква Воздвиження Чесного Хреста

- с. Вижній Березів — о. Микола Мединський, церква св. прор. Іллі

- с. Нижній Березів — о. Ігор Полюк, церква св. Миколая

- с. Середній Березів — о. Роман Шкабрій, церква Успення Пресвятої Богородиці

- с. Стопчатів — о. Володимир Прокіпчук, церква св. Миколая

- с. Стопчатів — о. Микола Гаєвий, церква св. Параскеви

- с. Стопчатів (Борисівка) — о. Руслан Надвірнянський, церква Різдва Пресвятої Богородиці

- с. Люча — о. Олександр Волощук, церква Вознесіння Господа нашого Ісуса Христа

- с. Текуча — о. Олександр Волощук, церква св. Юрія Змієборця

- с-ще Яблунів о. Дмитро Погорілий, Церква Співстраждання і Різдва Богородиці

### 2. Верховинський деканат
Декан — о. мітрат Роман Болехівський
- смт. Верховина — о. м. Роман Болехівський, церква св. Юрія Змієборця

- с. Вигода — о. м. Роман Болехівський, церква св. Пантелеймона

- с. Кривопілля — о. Володимир Ясінський, церква Пресвятої Тройці

### 3. Городенківський деканат
Декан — о.мітрат Ігор Левицький
- с. Вербівці — о. Ігнат Липка, церква Покрови Пресвятої Діви Марії

- м. Городенка — о.м. Ігор Левицький, церква Успення Пресвятої Діви Марії

- м. Городенка — о. Микола Вонсуль, церква св. Миколая

- м. Городенка — о. Ігор Ковбасюк, Непорочного Зачаття Пресвятої Діви Марії

- с. Глушків — о. Роман Лапчинський, церква св. Арх. Михаїла

- с. Серафинці — о. Михайло Івасюк, церква Перенесення мощей св. Миколая

- с. Котиківка — о. Василь Гавриш, церква св. Василія Великого

- с. Пробабин — о. Богдан Сілецький, церква св. Дмитрія

- с. Стрільче — о. Володимир Дідич, церква св. Івана Богослова

- с. Тишківці — о. Руслан Озарко, церква Воздвиження Чесного Хреста

- с. Чортовець — о. Віталій Юрійчук, церква Пресвятої Тройці

### 4. Заболотівський деканат
Декан — о. Василь Гоян
- с. Балинці — о. Володимир Семчук, церква Введення в храм Пресвятої Діви Марії

- смт. Заболотів — о. Захар Михасюта, о. Михайло Соколовський, церква св. Арх. Михаїла

- с. Іллінці — о. Мирослав Сметанюк, церква Успіння Пресвятої Діви Марії

- с. Іллінці — о. Сергій Стефанський, церква св. прор. Іллі

- с. Кулачківці — о. Володимир Шпак, церква св. Арх. Михаїла

- с. Олешків — о. Василь Гоян, церква св. Арх. Михаїла

- с. Турка Борщівська — о. Михайло Соколовський, церква св. Ап. Петра і Павла

- с. Тростянець — о. м. Микола Романенчук, церква Вознесіння Христового

- с. Троїця– о. Василь Гоян, церква Пресвятої Трійці

- с. Тулуків — о. м. Микола Костюк, церква Різдва Пресвятої Діви Марії

- с. Хом'яківка — о. Микола Малярчук, церква св. Івана Золотоустого

### 5. Коломийський деканат
Декан — о. Володимир Білослудцев
- Коломия — о. Сергій Дмитрук, церква Покрову Пресвятої Діви Марії

- Коломия — о. Іван Петруняк, церква свв. Володимира і Ольги

- Коломия — о. Віктор Гавриш, церква свв. Ап. Петра і Павла

- Коломия — о.м. Петро Чиборак, церква св. Арх. Михаїла

- Коломия — о. Юрій Атаманюк, церква Богоявлення Господнього Покрову Пресвятої Діви Марії

- Коломия — о. Володимир Касіян, церква свщмч. Йосафата

- Коломия — о. Михайло Малкович, церква Успення Пресвятої Діви Марії

- Коломия — о. Микола Остафійчук, церква св. Андрея Первозванного

- Коломия — о. Роман Кіцелюк, церква Стрітення Господнього

- Коломия — о. Маркіян Лоєк, церква Покрову Пресвятої Діви Марії

- Коломия — о. Маркіян Лоєк, церква Вознесіння Господа нашого Ісуса Христа

- Коломия — о. Юрій Свищ, церква свв. Володимира і Ольги

- Коломия — о. Василь Перцович, церква свщмч. Йосафата

- Коломия — о. Роман Кіцелюк, церква Всіх св. українського народу

- Коломия — о. Ярослав Врублевський, церква свщмч. Йосафата

- Коломия — о. Володимир Білослудцев, Катедральний собор Преображення Христового

- Коломия — о. Віталій Марук, Катедральний собор Преображення Христового

- Коломия — о. Віктор Прийдун, Катедральний собор Преображення Христового

- Коломия — о. Сергій Триф'як, Катедральний собор Преображення Христового

- Коломия — о. Роман Малярчук, Катедральний собор Преображення Христового

- Коломия — о. Юрій Андрійчук, Катедральний собор Преображення Христового

- Коломия — о. Іван Остафійчук, церква св. Арх. Михаїла

- Коломия — о. Володимир Гуменюк, церква св. Арх. Михаїла

- Коломия — о. Зеновій Болехівський, церква св. Арх. Михаїла

- Коломия — о. Юрій Терещенко, церква св. Арх. Михаїла

- Коломия — о. Юрій Лукачик, церква св. Миколая

- Коломия — о. Степан Козак, церква св. Миколая

### 6. Корницький деканат
Декан — о. Володимир Дрозд
- с. Велика Кам'янка — о. Володимир Дрозд, церква св. Арх. Михаїла

- смт. Гвіздець — о. Любомир Ярославський, церква Різдва Пресвятої Богородиці

- с. Годи-Добровідка — о. Володимир Дрозд, церква св. Юрія, св. Дмитрія

- с. Грушів — о. Володимир Гук, церква Успення Пресвятої Діви Марії

- с. Дебеславці — о. Роман Ямбор, церква св. Миколая

- с. Загайпіль — о. Василь Гаврилюк, церква Успення Пресвятої Діви Марії

- с. Замулинці — о. Ігор Горук, церква Перенесення мощей св. Миколая

- с. Корнич — о. Василь Коновалюк, церква Перенесення мощей св. Миколая

- с. Королівка — о. Олександр Селезінка, церква Покрови Пресвятої Діви Марії

- с. Мала Кам'янка — о. Микола Горецький, церква св. муч. Параскеви

- с. Матеївці — о. м. Михайло Арсенич, церква Собору Пресвятої Діви Марії

- с. Назірна — о. Василь Гаврилюк, церква Різдва Пресвятої Богородиці

- с. Перерив — о. Роман Гаварецький, церква Різдва Пресвятої Богородиці

- с. Пилипи — о. Роман Ямбор, церква Зіслання Святого Духа

- с. Фатовець — о. Василь Палійчук, церква Різдва Пресвятої Богородиці

- с. Ценява — о. Юрій Савчук, церква Воздвиження Чесного Хреста

### 7. Косівський деканат
Декан — о. Роман Іванюлик
- с. Великий Рожин — о. Дмитро Мішко, церква свв. Апостолів Петра і Павла

- с. Кобаки — о. Андрій Демчук, церква Введення в храм Пресвятої Діви Марії

- м. Косів — о. Роман Іванюлик, о. Юрій Корпанюк, церква св. Василія Великого

- с. Космач — о. Ігор Андрійчук, церква Пресвятої Трійці

- смт. Кути — о. Андрій Демчук, церква Пресвятої Трійці

- с. Кривоброди — о. Василь Александрук, церква Успення Пресвятої Діви Марії

- с. Микитинці — о. Михайло Тимофіїв, церква Успіння Пресвятої Діви Марії

- с. Рожнів — о. Василь Сумарук, о. Петро Дійчук, церква св. Василія Великого

- с. Рожнів — о. Василь Сумарук, церква Преображення Господа нашого Ісуса Христа

- с. Слобідка — о. Юрій Корпанюк, церква Успіння Пресвятої Діви Марії

- с. Старі Кути — о. Юрій Корпанюк, церква Покрову Пресвятої Діви Марії

- с. Трач — о. Василь Александрук, церква Різдва Пресвятої Діви Марії

- с. Тюдів — о. Дмитро Мішко, церква Різдва Пресвятої Діви Марії

### 8. Ланчинський деканат
Декан — о. Василь Ткачук
- с. Білі Ослави — о. Сергій Белдик, церква св. Івана Христителя

- с. Вишнівці — о. Роман Богославець, церква Успення Пресвятої Діви Марії

- с. Глинки — о. Андрій Лучин, церква св. Миколая

- с. Добротів — о. Андрій Григораш, о. Роман Гринів, церква свв. Володимира і Ольги

- с. Заріччя — о. Михайло Сметанюк, церква Благовіщення Пресвятої Діви Марії

- с. Красна — о. Іван Виксюк, церква Різдва Пречистої Діви Марії
- с. Красна — о. Володимир Дячук, церква Різдва Пречистої Діви Марії

- с. Кубаївка — о. Валерій Лендел, церква свв. Ап. Петра і Павла

- смт. Ланчин — о. Василь Ткачук, церква Зіслання Святого Духа

- с. Саджавка — о. Валерій Лендел, церква Покрову Пресвятої Діви Марії

- с. Середній Майдан — о. Андрій Лучин, церква Воздвиження Чесного Хреста

- с. Чорний Потік — о. Любомир Мандзюк, церква свв. Ап. Петра і Павла

- с. Чорні Ослави — о. Іван Клим'юк, церква св. Василія Великого

### 9. Надвірнянський деканат
Декан — о. Андрій Бакота
- с. Верхній Майдан — о. Михайло Федорів, церква свв. Володимира і Ольги

- с. Гвізд — о. Іван Гедзик, церква Успення Пресвятої Діви Марії[8]

- с. Гвізд — о. Микола Гаврилюк, церква св. Миколая

- с. Лоєва — о. Василь Білусяк, церква Воскресіння Господнього

- с. Молодків — о. Микола Дем'янчук, церква Всіх святих українського народу

- с. Мирне — о. Василь Кугутяк, церква свв. Ап. Петра і Павла

- с. Назавизів — о. Роман Іванків, церква Усікновення голови Івана Христителя[9]

- с. Назавизів — о. Василь Штангрет, церква Усікновення голови Івана Христителя

- м. Надвірна — о. Андрій Бакота, церква Благовіщення Пресвятої Діви Марії

- м. Надвірна — о. Андрій Василів, церква Благовіщення Пресвятої Діви Марії

- м. Надвірна — о. Михайло Касіянчук, церква Благовіщення Пресвятої Діви Марії

- м. Надвірна — о. Михайло Мільчаковський, церква Воздвиження Чесного Хреста

- м. Надвірна — о. Ігор Шліхутка, церква Воздвиження Чесного Хреста

- м. Надвірна — о. Юрій Зеленчук, церква Покрову Пресвятої Діви Марії

- м. Надвірна — о. Степан Кузюк, церква Покрову Пресвятої Діви Марії

- м. Надвірна — о. Богдан Михайлина, церква Трьох Святителів

- с. Парище — о. Василь Нагорняк, Вознесіння Господа нашого Ісуса Христа

- с. Стримба — о. Михайло Паньків, о. Василь Іроденко, церква св. Миколая.

### 10. Обертинський деканат
Декан — о. Володимир Барновський
- с. Бортники — о. Петро Третяк, церква Успення Пресвятої Діви Марії

- с. Гончарів — о. Василь Луців, церква св. Арх. Михаїла

- с. Делева — о. Богдан Морикот, церква Введення в храм Пресвятої Діви Марії

- с. Жуків — о. Володимир Барновський, церква св. Миколая

- с. Ісаків — о. Богдан Морикот, церква Перенесення мощей св. Миколая

- смт Обертин — о. Ярослав Біляїв, о. Юрій Друляк, церква свв. Кирила і Методія

- с. Озеряни — о. Ігор Рубінський, церква св. Миколая

- с. Олеша — о. Віталій Павлюк, церква св. Арх. Михаїла

- с. Олещин — о. Володимир Барновський, церква Різдва Пресвятої Діви Марії

- с. Петрів — о. Михайло Давиденко, церква Успення Пресвятої Діви Марії

- с. Сокирчин — о. Михайло Давиденко, церква свв. Косми і Дам᾽яна

- с. Хотимир — о. Петро Третяк, церква Перенесення мощей св. Миколя

- с. Яківка — о. Віталій Павлюк, церква Різдва Пресвятої Діви Марії

### 11. Отинійський деканат
Декан — о. мітрат Василь Мельничук
- с. Богородичин — о. Віталій Попадюк, церква Перенесення мощей св. Миколая

- с. Баб'янка, о. Іван Коваль, церква Пресвятої Трійці

- с. Виноград — о. Олег Федак, церква св. Миколая

- с. Ворона — о. Юрій Боєчко, о. Андрій Цеслів, церква Успення Пресвятої Діви Марії

- с. Грабич — о. Олег Федак, церква Покрову Пресвятої Діви Марії

- с. Глибока — о. Ігор Андрусяк, церква Покрови Пресвятої Діви Марії

- с. Голосків — о. Іван Коваль, церква свв. Ап. Петра і Павла

- с. Закрівці — о. Олег Вижга, церква св. Дмитрія

- с. Казанів — о. Михайло Годованець, церква св. Арх. Михаїла

- с. Коршів — о. Михайло Годованець, церква Успення Пресвятої Діви Марії

- с. Лісна Слобідка — о. Віталій Попадюк, о. Василь Дмитрук, церква Перенесення мощей св. Миколая

- с. Лісний Хлібичин — о. Андрій Гончаренко, церква Успення Пресвятої Діви Марії

- с. Ліски — о. Андрій Гончаренко, церква св. Миколая

- с. Молодилів — о. Василь Куриляк, церква Пресвятої Тройці

- смт Отинія — о. м. Василь Мельничук, о. Ігор Андрусяк, церква Різдва Пресвятої Діви Марії

- с. Раківчик — о. Ярослав Іваник, церква св. Івана Христителя

- с. Сідлище — о. Василь Куриляк, церква свв. Ап. Петра і Павла

- с. Торговиця — о. Олег Вижга, церква св. Арх. Михаїла

### 12. Печеніжинський деканат
Декан — о. Юрій Максим'юк
- с. Воскресинці — о. Андрій Квік, церква Воскресіння Христового

- с. Іванівці — о. Ярослав Марунчак, церква Воздвиження Чесного Хреста

- с. Княждвір(Баня) — о. Іван Шинкарук, церква Успення Пресвятої Діви Марії

- с. Княждвір(Хатки) — о. Юрій Лукачик, церква свв. Ап. Петра і Павла

- с. Ковалівка — о. Руслан Надвірнянський, церква св. Дмитрія

- с. Нижній Вербіж — о. Михайло Дзюба, церква Введення в храм Пресвятої Діви Марії

- смт Печеніжин — о. Ігор Квартюк, о. Назар Лесюк, церква св. Арх. Михаїла

- с. П'ядики — о. Роман Площак, о. Ігор Дрогомирецький, церква Покрову Пресвятої Діви Марії

- с. Рунгури — о. Юрій Максим᾽юк, церква Чуда св. Арх. Михаїла

- с. Слобода — о. Олег Гриців, церква Різдва Пресвятої Богородиці

- с. Сопів — о. Олег Ткачук, о. Іван Шинкарук, церква Покрову Пресвятої Богородиці

- с. Спас — о.м. Роман Іваник, церква Преображення Господа нашого Ісуса Христа

- с. Товмачик — о. Іван Виксюк, церква Пресвятої Тройці

- с. Шепарівці — о. Олександр Федоришин, церква Різдва Пресвятої Богородиці

### 13. Пнівський деканат
Декан — о. мітрат Богдан Михайлина
- с. Бистриця — о. Григорій Данчишин, церква св. Юрія

- смт Битків — о. Володимир Чорноокий, церква Успення Пресвятої Діви Богородиці

- с. Битківчик — о. Андрій Будзак, церква Свщмч. Йосафата

- с. Білозорина — о. м. Богдан Михайлина, церква Вознесіння Господа нашого Ісуса Христа

- с. Зелена — о. Володимир Андрусяк, церква св. Дмитрія

- с. Зелена — о. Володимир Андрусяк, церква Зіслання Святого Духа

- с. Максимець — о. Григорій Данчишин, церква Покрову Пресвятої Діви Марії

- с. Пасічна — о. Олексій Градюк, церква Пресвятої Трійці

- с. Пасічна — о. Григорій Данчишин, о. Олексій Гуляк, церква св. Параскеви

- с. Пасічна — о. Олексій Гуляк, церква свв. Ап. Петра і Павла

- с. Пнів — о. Ярослав Онуфрак, о. Микола Костик, церква Непорочного Зачаття Пресвятої Діви Марії

- с. Постоята — о. Олексій Градюк, церква св. Параскеви

- с. Черник — о. Мирон Тимів, церква Різдва Пресвятої Діви Марії

### 14. Снятинський деканат
Декан — о.м. Теодор Оробець
- с. Вовчківці — о. Ярослав Стеф᾽юк, церква Вознесіння Господа нашого Ісуса Христа

- с. Джурів — о. Сергій Радченко, церква Воздвиження Чесного Хреста

- с. Залуччя — о. Богдан Киктик, церква св. Юрія Побідоносця

- с. Завалля — о. Василь Бобер, церква св. Арх. Михаїла

- с. Княже — о. Богдан Киктик, церква Вознесіння Господа нашого Ісуса Христа

- с. Орелець — о. Ярослав Стеф᾽юк, церква св. Димитрія

- с. Підвисоке — о. Михайло Луканюк, церква Різдва Пресвятої Діви Марії

- с. Прутівка — о. Василь Бобер, церква Введення в храм Пресвятої Діви Марії

- м. Снятин — о.м. Теодор Оробець, о. Михайло Луканюк, церква Чуда св. Арх. Михаїла

- с. Стецева — о. Іван Гаврилаш, церква Вознесіння Господа нашого Ісуса Христа

- с. Стецівка — о. Іван Гаврилаш, церква св. Димитрія

- с. Хутір-Будилів — о. Сергій Радченко, церква св. Арх. Михаїла

- с. Тулова — о. Дмитро Гаврилаш, церква Благовіщення Пресвятої Богородиці

### 15. Тисменичанський деканат
Декан; — о. Василь Панівник
- с. Волосів — о. Степан Лящун, церква Покрови Пресвятої Діви Марії

- с. Гаврилівка — о. Роман Григораш, церква св. Арх. Михаїла

- с. Камінне — о. Володимир Найда, церква св. Параскеви Пятниці

- с. Лісна Тарновиця — о. Василь Нагорняк, церква свв. Косми і Дам᾽яна

- с. Перерісль — о. Василь Панівник, церква Різдва св. Івана Христителя

- с. Тисменичани — о. Михайло Цюрпіта, о. Юрій Гринчук, церква св. Параскеви

- с. Фитьків — о. Іван Качанюк, о. Микола Григорук, церква св. Параскеви

- с. Цуцилів — о. Володимир Ділета, церква св. Арх. Михаїла

### 16. Тлумацький деканат
Декан — о. мітрат Павло Дутчак
- с. Антонівка — о. Василь Палюга, церква св. Дмитрія

- с. Братишів — о. Іван Гуцуляк, церква Успення Пресвятої Діви Марії

- с. Гостів — о. Володимир Майданчук, церква св. Юрія Переможця

- с. Гринівці — о. Микола Притула, церква Різдва Пресвятої Діви Марії

- с. Грушка — о. Тарас Гушулей, церква Перенесення мощей св. Миколая

- с. Діброва — о. Олег Легкодух, церква Успіння Пресвятої Діви Марії

- с. Колінці — о. Микола Притула, церква Успення Пресвятої Діви Марії

- с. Королівка — о. Богдан Буржмінський, церква св. Арх. Михаїла

- с. Локітка — о. Володимир Медвідь, церква Царя Христа

- с. Надорожна — о. Сергій Козак, церква Вознесіння Господа нашого Ісуса Христа

- с. Нижнів — о. Андрій Сем'янчук, церква св. Арх. Михаїла

- с. Нижнів — о. Василь Палюга, церква Введення в храм Пресвятої Діви Марії

- с. Новосілка — о. Євстахій Гасяк, церква Різдва Пресвятої Діви Марії

- с. Остриня — о. Олег Легкодух, церква св. Миколая

- с. Палагичі — о. Володимир Медвідь, церква св. Арх. Михаїла

- с. Петрилів — о. Євстахій Гасяк, церква свв. Косьми і Дам᾽яна

- с. Попелів — о. Іван Федорчук, церква свв. ап. Петра і Павла

- с. Прибилів — о. Микола Римчук, церква Преображення Господа нашого Ісуса Христа

- с. Тарасівка — о. Михайло Могила, церква Покрову Пресвятої Діви Марії

- м. Тлумач — о. м. Павло Дутчак, о. Микола Притула, о. Тарас Гушулей церква Царя Христа

### 17. Чернелицький деканат
Декан — о. мітрат Василь Скрипка
- с. Городниця — о. Ігор Ємчук, церква Різдва Пресвятої Діви Марії

- с. Білка — о. Гнат Меуш, церква Покрову Пресвятої Діви Марії

- с. Дубки — о. Юрій Гречин, церква Успіння Пресвятої Діви Марії

- с. Копачинці — о. Василь Скрипка, церква Різдва Івана Хрестителя

- с. Кунисівці — о. Гнат Меуш, церква Воздвиження Чесного Хреста

- с. Поточище — о. Юрій Гречин, церква св. Арх. Михаїла

- с. Передівання — о. Ігор Ємчук, церква Зіслання Святого Духа

- с. Репужинці — о. Ігор Базюк, церква Чуда св. Арх. Михаїла

- с. Семаківці — о. м. Василь Скрипка, церква блаж. Миколая Чарнецького

- с. Хмелева — о. Ігор Базюк, церква Покрови Пресвятої Діви Марії

- с. Чернелиця — о. м. Дмитро Стефанюк, о. Василь Дальовський, церква Різдва Пресвятої Діви Марії

### 18. Яремчанський деканат
Декан — о. Богдан Скірчук
- смт Ворохта — , о. Ярослав Скільський, о. Василь Типусяк, о. Василь Михайлюк, церква Різдва Пресвятої Діви Марії

- смт Делятин — о. м. Богдан Іванюк, о. Петро Мойсяк, о. Тарас Стельмащук, церква Різдва Пресвятої Діви Марії

- с. Дора — о. Іван Лейб᾽юк, церква Чуда св. Арх. Михаїла

- с. Микуличин — о. Григорій Чиборак, церква Пресвятої Трійці

- с. Микуличин (Полумистий) — о. Петро Жолобчук, церква Вознесіння Господа нашого Ісуса Христа

- с. Поляниця — о. Богдан Скірчук, церква Введення в храм Пресвятої Діви Марії

- с. Татарів — о. Петро Попович, церква св. Димитрія

- с. Яблуниця — о. Богдан Чиборак, о. Іван Лозинський, церква Успіння Пресвятої Діви Марії

- м. Яремче — о. Андрій Бойчук, о. Ілля Ступчук, церква св. Івана Милостивого

- м. Яремче — о. Ярослав Кавка, о. Василь Марчук, церква Успіння Пресвятої Діви Марії

- м. Яремче — о. Мирослав Бойко, церква Різдва св. Івана Христителя